# Ślepcza
Ślepcza lub Ślipce (703 m) – jeden ze szczytów Pienin Spiskich, po wschodniej stronie przełęczy Przesła, w granicach miejscowości Falsztyn w województwie małopolskim, w powiecie nowotarskim, w gminie Łapsze Niżne. Ma Geoportalu podaje nazwę Ślepcza, na innych mapach nosi nazwę Ślipce lub Długa Skała. Nie znajduje się w grani głównej, od położonej w tej grani Barwinkowej oddzielony jest suchym jarem okresowego potoku. Jego północne stoki opadają do doliny potoku Falsztyńskiego. Jest porośnięty lasem, dolna część tego lasu ponad polami uprawnymi Falsztyna to Las Pietrówki. Zachodnimi podnóżami Ślipców prowadzi żółty szlak turystyczny na przełęcz Przesła.

## Szlaki turystyki pieszej
– żółty szlak pieszy z Falsztyna przez Przęsła do Łapszy Niżnych. Czas przejścia: 1:20 h.